# آرامگاه علی بن یحیی
بقعه علی بن یحیی مربوط به اوایل دوره پهلوی است و در دزفول، جنب قبرستان بهشت علی واقع شده و این اثر در تاریخ ۹ اردیبهشت ۱۳۸۲ با شمارهٔ ثبت ۸۳۷۲ به‌عنوان یکی از آثار ملی ایران به ثبت رسیده است.